# Корф, Семён Яковлевич
Семён Яковлевич Корф (1891—1970) — военный лётчик, участник Гражданской войны, дважды Краснознамёнец (1920, 1921).

## Биография

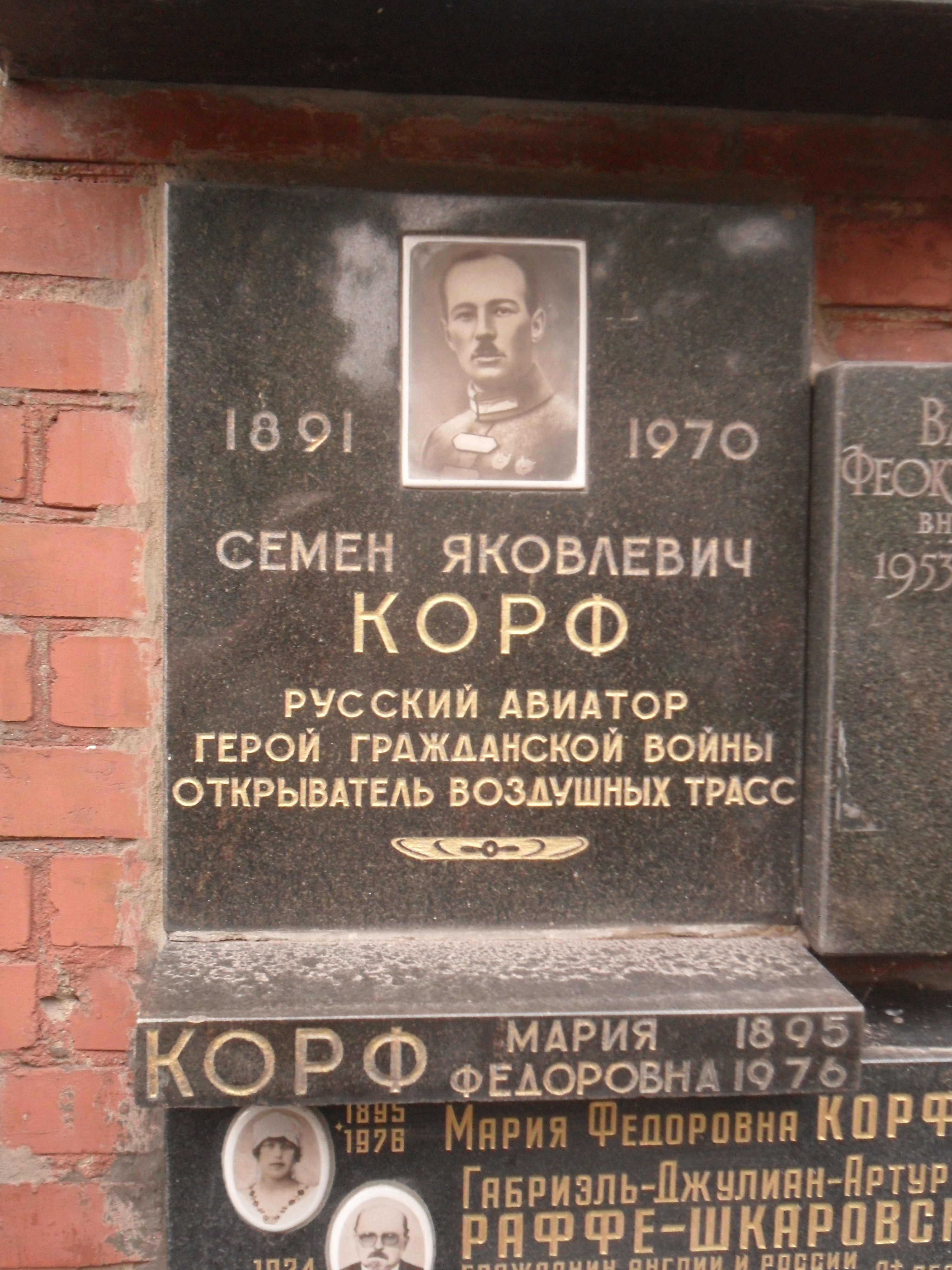
Плита колумбария, где находится прах Корфа.

Семён Корф родился в 1891 году в Екатеринославе. В 1910 году он окончил гимназию.
В 1914 году Корф был призван на службу в Русскую императорскую армию. Участник первой мировой войны, где, отличившись в боях, стал офицером. В 1916 году по собственному желанию поступил в Севастопольскую авиационную школу (ныне — Качинское высшее военное авиационное училище лётчиков), а окончив её, учился в Киевской школе лётчиков-наблюдателей (окончил в том же 1916 году). Участвовал в воздушных боях Первой мировой войны, два раза был ранен. Незадолго до Октябрьской революции Корф в составе группы был направлен в Соединённые Штаты Америки для закупки самолётов. Узнав о революции, Корф добрался до Лос-Анджелеса и нанялся кочегаром на пароход, шедший в Россию.
На Дальнем Востоке Корф был мобилизован в армию Сибирского правительства адмирала Александра Колчака, однако вскоре он дезертировал и добровольно пошёл на службу в Рабоче-крестьянскую Красную Армию. В годы Гражданской войны занимал должности начальника боевой эскадрильи войск Тамбовской губернии и начальника штаба Красного воздушного флота Западного фронта. Неоднократно отличался в боях. Командовал эскадрильей при подавлении Кронштадтского восстания в марте 1921 года.
Приказом Революционного Военного Совета Республики № 593 в 1920 году Семён Корф был награждён первым орденом Красного Знамени РСФСР.
Приказом Революционного Военного Совета Республики № 251 от 6 сентября 1921 года Семён Корф вторично был награждён орденом Красного Знамени РСФСР.
После окончания войны Корф продолжил службу в Рабоче-крестьянской Красной Армии, командовал ВВС Западного военного округа, Московским окружным управлением РККВВФ (ВВС Московского военного округа), затем Высшей школой стрельбы и бомбометания. Позднее находился на должности Главного инспектора строевой и технической инспекции РККА. В 1926 году Корф был направлен на работу в «Добролёт». Занимался разведкой и прокладкой воздушных трасс в Сибири. После успешного завершения экспедиций Корф был назначен заместителем начальника Правления Сибирских воздушных линий Гражданского воздушного флота. Под его руководством осуществлялись аналогичные экспедиции в Якутскую АССР и на север Дальнего Востока, строилась почтово-пассажирская авиационная трасса Москва-Ташкент.
В феврале 1939 года Корф был арестован органами НКВД СССР и позднее осуждён к 15 годам исправительно-трудовых лагерей. 12 февраля 1955 года он был полностью реабилитирован. Проживал в Москве. Умер в 1970 году, похоронен в колумбарии Новодевичьего кладбища Москвы.
Был также награждён орденом Ленина (1967).